# Авиационные РЛС

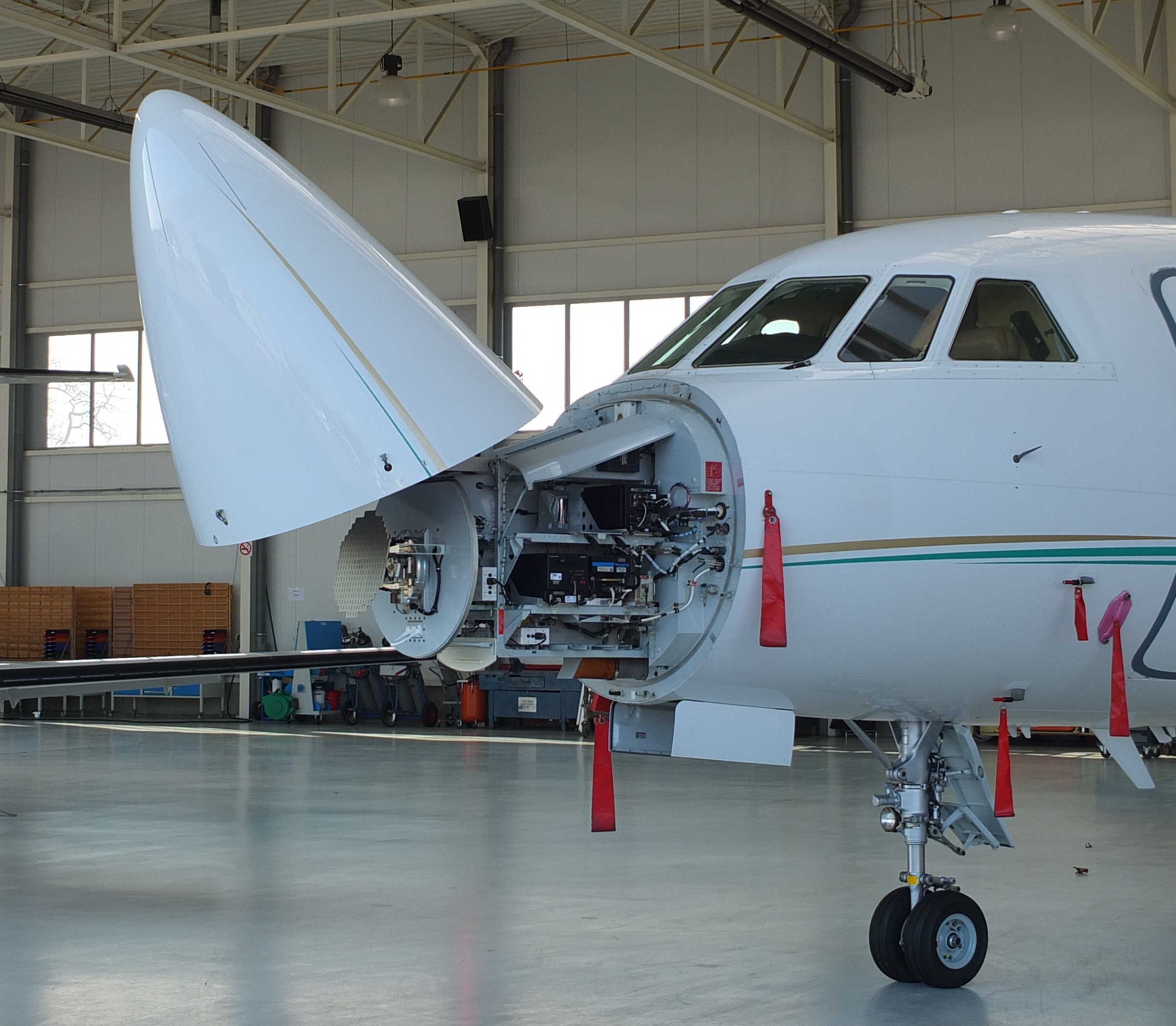
БРЛС под обтекателем самолёта Dassault Falcon 900

Авиационная бортовая радиолокационная станция (БРЛС) — система бортового радиоэлектронного оборудования (БРЭО), предназначенная для обнаружения воздушных, морских и наземных объектов методом радиолокации, а также для определения их дальности, размерности и вычисления параметров движения. Бортовые авиационные РЛС условно делятся на метеонавигационные локаторы, РЛС обзора земной или водной поверхности и радиолокационные прицелы (функции часто совмещаются). По направленности действия — на РЛС переднего, бокового или заднего обзора. В конструкции бортовых РЛС могут применяться гиростабилизированные платформы.
К авиационным бортовым РЛС предъявляются противоречивые требования высоких ТТХ при минимальном весе и габаритах, высокой надёжности в условиях перепадов давления, температуры и знакопеременных ускорений. Их характеризует высокая техническая сложность, плотная компоновка монтажа, большая стоимость.

## История
Сведения о новейших авиационных РЛС всегда относились к особо секретным, поэтому в конкурирующих странах эта тематика, как правило, развивалась независимо.

### Великобритания
Исследования возможности применения радиолокации на борту самолёта начались в середине 1930-х годов в Великобритании. Опытный образец БРЛС впервые был испытан в 1937 году на самолёте Avro Anson, продемонстрировав дальность около 1 мили (1,6 км) в режиме «воздух — воздух» и до 3 миль по кораблям в океане. Первая серийная БРЛС «AI Mk. IV» появилась в июле 1940 года на лёгких бомбардировщиках Bristol Blenheim. Она работала в диапазоне метровых волн и позволяла обнаружить аналогичный самолёт на расстоянии от 500 м до 6 км с точностью наведения ±5°. Комплект аппаратуры весил около 100 кг.

### США
В середине 1941 года БРЛС «AI Mk. IV» была продемонстрирована представителям американских ВВС. В небольшом количестве под обозначением «SCR-540» она производилась по лицензии компанией Western Electric и устанавливалась на тяжёлые ночные истребители Douglas P-70, однако к моменту готовности серийного производства в США эта БРЛС уже устарела. В мае 1942 года в воздух впервые был поднят американский ночной истребитель Northrop P-61 Black Widow, специально рассчитанный на использование поисково-прицельной БРЛС типа SCR-720A (развитие наземной SCR-268).

### СССР
В 1940 году генерал инженерно-авиационной службы С. А. Данилин, несколько лет занимавшийся вопросами создания систем радионавигации и слепой посадки самолётов, предложил использовать радиолокационные принципы в бортовой аппаратуре для обнаружения бомбардировщиков противника и ведения по ним прицельного огня независимо от условий оптической видимости. В начале 1941 года под руководством А. Б. Слепушкина в НИИ радиопромышленности был создан лабораторный макет первой БРЛС «Гнейс-1», работавшей в сантиметровом диапазоне (длина волны 15—16 см).
После начала войны проектирование бортовой станции пришлось переключить на излучатели метрового диапазона — они были значительно лучше освоены промышленностью. Под руководством А. А. Фина, затем — В. В. Тихомирова, ранее создавших стационарную РЛС ПВО «Пегматит», была создана БРЛС «Гнейс-2». Она работала на волне 1,5 м с мощностью излучения до 10 кВт, длительностью импульса 2—2,5 мкс и частотой посылок 900 Гц. С её помощью самолёт-бомбардировщик мог быть обнаружен за 3,5—4 км с точностью наведения ±5° по угловым координатам. В конце 1942 года БРЛС «Гнейс-2» была впервые применена в боях под Москвой и под Сталинградом, а 16 июня 1943 года её приняли на вооружение. К концу 1944 года выпущено более 230 комплектов «Гнейс-2».
В другом конструкторском бюро НИИ РП под руководством В. В. Мигулина и П. Н. Куксенко велась альтернативная разработка БРЛС «ПНБ» («прибор ночного боя»). На испытаниях в начале 1943 года она показала максимальную дальность 3—5 км при «мёртвой» зоне 150—250 м. Из-за меньшей технологичности «ПНБ» не передавалась в производство, но некоторые её решения были реализованы в БРЛС «Гнейс-2М».
В 1944 году была предъявлена на испытания БРЛС «Гнейс-5» (руководитель разработки Г. А. Зонненштраль). Она показала дальность обнаружения 7 км при высоте полёта цели 8000 м («мёртвая» зона 150—200 м), точность наведения ±2—4° в горизонтальной плоскости и угол обзора 160° в вертикальной плоскости. Кроме того, с расстояния до 90 км она обеспечивала привод своего истребителя к специальному маяку. «Гнейс-5» работала на волне 1,43 м с мощностью излучения 30 кВт, комплект аппаратуры весил 95 кг. Специальный индикатор, установленный в кабине пилота и дублирующий данные воздушной обстановки, позволял ему самостоятельно выводить самолёт в атаку. Во второй половине 1945 года «Гнейс-5» была принята на вооружение и запущена в серийное производство. По инициативе генерала Е. Я. Савицкого были организованы летающие радиолокационные классы — аппаратура «Гнейс-5» устанавливалась на военно-транспортном самолёте, и группа лётчиков могла одновременно тренироваться в лётных условиях.
Во второй половине 20-го века разработкой БРЛС для авиации занимались:
- НИИ-20 (Телемеханический институт № 20) — единственная в СССР организация, которая в годы ВОВ занималась РЛ техникой, и первая в СССР, которая занялась первой  бортовой РЛС для самолётов — «Гнейс-1» (1941 год). В НИИ-20 была разработана вся линейка РЛС серии «Гнейс», также осуществлялось мелкосерийное производство станций «Гнейс-2, -4».
- ЦКБ-17 (затем НИИ-17 п/я 1395 и Московский НИИ приборостроения п/я А-7866). Первый в СССР специализированный НИИ по самолётной радиолокации образован в 1944 году.  Разработано: РЛ-прицел «Рубидий», ПРС-1 «Аргон», «Кадмий»; РЛС обнаружения: «Топаз», «Селен»; БРЛС: «Торий», «Торий-2, -А» (АР-15), «Коршун» (АР-31), «Изумруд» РП-1 (АР-18), «Изумруд-2, -2М», РП-6 «Сокол» (АР-36) для Як-25;  Б-002 для МиГ-25РБ; комплексы разведки БКР-1 с РСА М101 «Штык» для Су-24МР, БКР-2; самолетные РСА М100 для Су-24МР, М100М, «Булат» для Як-28; бокового обзора «Сабля» (изд. «122») для МиГ-25РБС (1971), «Шомпол» для МиГ-25РБШ (1981); РЛС мягкой посадки «Планета» для КА «Луна-9, -13»; комплекс наблюдения «Открытое небо»; (2001 год); РТК для самолетов ДРЛО: «Лиана» для Ту-126, «Шмель» для А-50, «Шмель-2, -К, -НВ», Э-300 для Ан-71, для А-50М, Э-700 «Квант» для Як-44, вертолетный «Дозор-СВ»; РТК для аэростатного комплекса; аппаратура «Свидетель» приема информации с А-50, аппаратно-программный комплекс Р-ДВО обработки и воспроизведения этой информации и мн. др.
- ОКБ-339 при заводе №339 (затем преобразовано в НИИ аппаратостроения МРП п/я 2264, НИИ радиостроения МАП п/я А-1427; преобразован в НКО «Фазотрон», см. ниже). Разработка: БРЛС «Барий», «Магний», «Ротор-С», «Протон», «Сокол» для Як-25, «Сокол-2», «Сокол-2К», «Пантера-2» (проект) для комплекса Як-35МВ, «Орел» для Су-11, «Орел-Д» для Як-28П, «Смерч» для Ту-28-80, «Смерч-А, -А2» для МиГ-25П, «Коршун», «Тайфун» и «Тайфун-М» для Су-15ТМ, «Сапфир-21» для МиГ-21, «Сапфир-23» для МиГ-23, С-23Д3, «Сапфир-25» для МиГ-25ПД, Н-003, Н-006, Н019 для МиГ-29, Н019М для МиГ-29С, Н010 «Жук» для МиГ-29М, «Жук-АЭ» с АФАР для МиГ-35, «Жук-МЭ» для МиГ-29К, «Жук-МФЭ» для МиГ-29СМТ, «Жук-МСФЭ» («Сокол») для Су-27КУБ, «Жук-МСЭ» для Су-30МК3, «Жук-8II» для F-IIM», Н014 для «1-42»; «Копье», «Копье-А» для Ми-28, «Копье-21И» для МиГ-21бисUPG, «Копье-М» для Су-25, «Арбалет» для Ка-52, М002 (для «48М»), СУВ-29 для МиГ-29.
- Научно-конструкторское объединение аппаратостроения «Фазотрон» (п/я Р-6309). Образовано в 1969 году как головная организация разработки РЛС для самолетов, вертолетов, ЗРПК, метеорадаров, систем управления вооружением, головок самонаведения для ракет и т. п.
- Научно-производственное объединение «Вега» МРП СССР, п/я М-5699 (в н.в. ОАО «Концерн «Вега»). Было образовано в 1980 году для разработки, производства, модернизации и утилизации РЛ систем, систем разведки и управления наземного, авиационного и космического базирования.
- Ленинградский НИИ-131 (открытое название ВНИИ «Марс», условное наименование «п/я Р-6808»). На базе НПО «Марс» с ВНИИРЭС создано НПО «Ленинец» (в 1983 году). Разработка: РЛС «ПН», «ПНА», «ПНМ» (Ту-22, Ту-22М), «Гроза-86» (Ил-86), прицельно-обзорная РЛС А822 и радиолокатор А822-10 для Ан-124, РЛС «Обзор» для Ту-95, Ту-22МР и Ту-160; ППК «Беркут» (Ил-38 и Ту-142), ПНС «Пума» (Су-24), ПНПК «Купол» (Ан-22 и Ил-76), РЛС бокового обзора «Торос» и «Игла», и др.
- Киевский НИИ радиоэлектроники (КНИИРЭ) ГКРЭ, п/я 24, НИИ, НПО «Квант» МСП, Государственный НИИ «Квант» (УССР, г. Киев ул. Димитрова, 5). Создана система целеуказания МРСЦ-1 «Успех».
- ОКБ-483 при заводе № 483 (УССР, г. Киев, п/я 24). Созданы РЛ прицелы: РБП-3, «Инициатива», «Инициатива-2» для Ту-98 и Ил-54, «Инициатива-4» для Як-28И,  «Самшит» для Ил-28 и Ил-54
- Научно-производственное объединение «Взлёт» Министерства радиопромышленности СССР (предприятие А-3158). НПО проводило разнообразные натурные испытания и отработку новых изделий радиопромышленности, для чего было создано более 300 летающих лабораторий. НПО имело собственную лётно-испытательную базу МРП в г. Ахтубинске (предприятие М-5108), также имелись лётно-испытательные базы в г. Обнинск (Ермолинская лётно-испытательная база МРП, А-1650), г. Жуковский (Кратовская лётно-испытательная база МРП, Р-6177) и г. Феодосия (Крымская летно-испытательная база НПО «Взлёт» МРП, В-2327); метеополигон НПО «Вега» МРП, п/я Ю-9527 (г. Малоярославец Калужской обл.) и лабораторию по микрофильмированию: Малоярославецкий приборный завод МРП, п/я Р-6835  (г. Малоярославец Калужской обл.)
- и др.

Изготовители БРЛС:
- Первое предприятие в СССР, специализирующееся на самолётных РЛС — московский завод № 339 НКАП. В соответствии с постановлением ГКО № 4314сс от 12.10.1943 г. и пр. № 667сс от 5.11.1943 г. завод специализирован на серийном производстве самолетных РЛ приборов, установок для обнаружения самолетов и приборов для настройки и регулировки РЛС. Производство: РЛС «Гнейс», «Барий», «Магний», «Ротор», «Сокол» и др.
- Рязанский государственный приборный завод МРП, В-2519 (ОАО «Государственный Рязанский приборный завод», почтовый адрес: 390000 г. Рязань, Главпочтамт ул. Каляева, 32 а/я 159, «Вымпел» (после 1983 года — «Русь»)). Производство РЛС: «Эмблема» (Ил-18), «Сапфир» (МиГ-23); Н001, Н003, Н006, Н008, Н019 (МиГ-29); КП-3А (Ил-76); «Барс» (Су-27МКИ) и др.
- Завод № 283 (г. Ленинград), далее Ленинградский государственный завод «Новатор» министерства радиопромышленности и Ленинградское производственно-техническое объединение «Новатор». В 1971 году предприятие было поделено на два завода: «Новатор» и «Радиоприбор» с общим ЦКБ. ЛПТО «Новатор» с 1.02.1974 г. переименовано в ЛПТО «Ленинец» 9ГУ, «п/я А-7162». Производство: РЛ прицелы: РПБ «Кобальт», РПБ-4, «Рубидий-М», «Стронций»; РЛС: «Обзор-МР, -МС, -К»; системы наведения: К-2 для ракеты «Комета», «Рубикон» для КС-1, «Взлет» для КСР-2, -5, -11, «Венец» для К-10С и КСР-5, для Х-23 (прицел ПКИ и передатчик «Дельта»); ПНПК-22 «Купол-22» для Ан-22 и др.
- ООО «Контур-НИРС» (СПБ Московский пр., 21). Производство: РЛС «Контур-10»
- и др.

### Германия

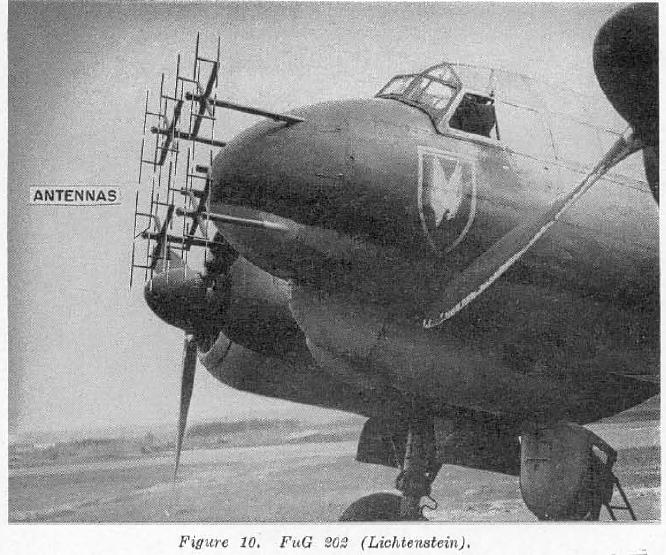
Антенны БРЛС «Лихтенштейн» FuG-202 на самолёте Junkers Ju 88

В Германии с середины 1941 года испытывались БРЛС серии «Лихтенштейн» компании Telefunken, предназначенные исключительно для воздушного перехвата. Первая версия, FuG-202 (Lichtenstein B/C), работала в дециметровом диапазоне (490 МГц) и требовала относительно больших антенн, состоящих из 32 дипольных элементов. Имея импульсную излучаемую мощность 1,5 кВт, она позволяла обнаружить самолёт на расстоянии до 4 км с точностью 100 м и ±2,5°. В 1943 году была выпущена версия FuG-212 (Lichtenstein C-1) с большей дальностью и более широким углом обзора, которая работала примерно на тех же частотах (от 420 до 480 МГц). Однако благодаря перебежчикам англичане смогли разработать систему противодействия радарам этого диапазона, и немцы были вынуждены отказаться от их использования. В конце 1943 года началось производство улучшенных БРЛС FuG-220 (Lichtenstein SN-2). Они работали на частотах 72—90 МГц, и антенная система должна была быть значительно увеличена, что уменьшало максимальную скорость ночного истребителя более чем на 50 км/ч. В качестве временного альтернативного решения применялись БРЛС серии «Нептун» (FuG-216…218) компании Siemens, работавшие в диапазоне 125—187 МГц. К концу войны немцы разработали БРЛС FuG-228 (Lichtenstein SN-3), в котором антенны были почти полностью скрыты под деревянным коническим обтекателем.
В ночь со 2 на 3 февраля 1943 года вблизи Роттердама немецкие войска сбили британский бомбардировщик Short Stirling, на котором была установлена сверхсекретная БРЛС обзора земной поверхности H2S. В руки инженеров компании Telefunken попало устройство неизвестного назначения, которое они назвали «Rotterdam Gerät». Это был магнетрон, использовавшийся британцами как генератор излучения сантиметрового диапазона. На его основе была построена БРЛС FuG-240 «Берлин» с параболической антенной, которая полностью скрывалась за фанерным обтекателем. Имея выходную мощность 15 кВт (модель N-2), она позволяла обнаружить самолёт на расстоянии до 9 км. Однако её первые промышленные экземпляры были готовы только в апреле 1945 года, незадолго до окончания войны.

### Япония
Первая японская БРЛС «Type H-6» была испытана в августе 1942 года, однако её серийное производство было налажено только в 1944 году. Она работала на волне 2 м с пиковой мощностью 3 кВт и позволяла обнаружить одиночный самолёт на расстоянии до 70 км, а группу самолётов — до 100 км. Комплект весил 110 кг. Было выпущено 2000 экземпляров, они устанавливались на летающие лодки H8K «Emily» и средние торпедоносцы G4M2 «Betty».

## Основные типы бортовых РЛС

### Станции предупреждения об облучении
Станция предупреждения об облучении (СПО) — бортовое радиоэлектронное оборудование, предназначенное для обнаружения излучения РЛС других типов методом пассивной радиолокации. Примеры:
- «Сирена» — первая в СССР СПО, создана в Центральном научно-исследовательском радиотехническом институте МРП СССР (НИИ-108) в 1953 году, главный конструктор по теме «Сирена» А. Г. Рапопорт. Разработку станции подтолкнули боевые действия в Корее и захват в качестве трофея американского самолёта F-86A. Выпускалась серийно.
- «Сирена-2» (СПО-2). Более продвинутая станция, устанавливалась на Ан-8, Ан-12, Бе-10, М-50, МиГ-17Ф, МиГ-19С, Су-7Б, Су-15, Ту-16, Ту-107, Як-27Р и др.
- «Сирена-3» (СПО-3). Устанавливалась на Ту-16, Ту-22, Ан-24, Ан-26, Ан-30, Су-17, Як-28ПП и др.
- Сирена-3М (СПО-10). Применение: Ан-22, МиГ-25, Су-17М, Су-22, Су-24, Ту-142 и др.
- «Берёза» (СПО-15) — МиГ-25ПД, Су-17М3, Су-24, Су-25, Су-27, Ту-22М2, Ту-22М3 и др.
- Л-150 «Пастель» — Су-25Т, Су-25СМ/СМ3, Су-27СМ/СМ3, СУ-30МК2, СУ-33, СУ-24, Су-35, МиГ-29СМ, МиГ-35 и др.

### Метеонавигационные локаторы
РЛС для определения грозовых образований и радионавигации. Примеры:
- «Гроза-24» — Ан-24
- «Гроза-26» — Ан-12БКЦ, Ан-26
- «Гроза-40» — Як-40
- «Гроза-62» — Ил-62
- «Гроза-142» — Ту-142МР
- «Гроза-154» — Ту-154
- «Буран-72» — Ан-72
- «Буран-74» — Ан-74
- «Контур−10Ц» — Ми-8 и его модификации, Ми-26Т, Ан-38, Ан-72, Ил-76ТД, Л-410, Ту-134
- «Контур-10» — Бе-32К, В-3, Ан-28
- РПСН-3 «Эмблема» — Ил-18
- «Обзор-МР» — Ту-22МР

### Радиолокационные прицелы
Специализированные РЛС для обнаружения и определения параметров цели и выполнения бомбометания или наведения управляемых авиационных средств поражения. Примеры применения:
- «Гнейс-2» — Пе-2, Пе-3, Дуглас А-20
- «Алмаз-3» — СМ-6, Т-3
- «Арбалет» — Ка-52
- «Копьё-21И» — МиГ-21-93
- «Копьё-25» — Су-39
- «Коршун» — МиГ-17
- «Москит-23» — МиГ-23-98
- «Орион-А» — Су-24
- «Оса» — МиГ-21, МиГ-29УБТ
- «Сокол-2» — Як-27
- Н001 «Меч» (РЛПК-27) — Су-27
- Н001ВЭП «Панда» — Су-27СМ
- Н002 «Аметист» («Сапфир-23МЛА») — МиГ-23МЛА
- Н006 «Аметист» («Сапфир-23МП») — МиГ-23МП
- Н008 «Аметист» («Сапфир-23МЛА-2») — МиГ-23МЛД
- Н010 «Жук» — МиГ-29, Су-27, Як-141 , МиГ-35 («Жук-А»)
- Н011 «Барс» — Су-27М
- Н011М «Барс» — Су-30МКИ/МКМ/СМ
- Н025 — Ми-28НМ
- Н035 «Ирбис» — Су-35С
- Н036 «Белка» — Су-57
- РП-1 «Изумруд» — МиГ-17П/ПФ, МиГ-19П
- РП-1Д «Изумруд-3» — Як-25
- РП-1У «Изумруд-2» — МиГ-17ПФУ, Як-25К
- РП-5 «Изумруд-5» — МиГ-17ПФ, МиГ-19П
- РП-6 «Сокол» — Як-25М
- РП-9У — Су-9
- РП-9-21 — МиГ-21ПФ
- РП-11 «Орёл» — Су-11
- РП-15 «Орёл-Д-58» — Су-15
- РП-21 (ЦД-30ТП-21) — МиГ-21П/ПФ
- РП-21М — МиГ-21ПФМ
- РП-21МА — МиГ-21М/МФ
- РП-21МИ — МиГ-21ПФМ
- РП-22 «Сапфир-21» — МиГ-21С
- РП-22С «Сапфир-21» — МиГ-21С
- РП-22СМ «Сапфир-21» — МиГ-21СМ, СМТ
- РП-22СМА «Сапфир-21» — МиГ-21бис
- РП-23 «Сапфир-23» — МиГ-23
- РП-23 «Сапфир-23» — МиГ-23С/МС
- РП-23Д (323-Д «Сапфир-23Д») - МиГ-23М и МиГ-23МФ
- РП-23МЛ (323-МЛ «Сапфир-23МЛ») - МиГ-23МЛ
- РП-25 «Сапфир-25» (Н-005) — МиГ-25ПД
- РП-26 «Тайфун»/«Тайфун-М» — Су-15Т/ТМ
- РП-29 «Рубин» (Н019, «Сапфир-29») — МиГ-29
- РП-29М/МП «Топаз» (Н019М/МП) — МиГ-29С/СМТ
- РП-31 «Заслон» (Н007) — МиГ-31
- РП-С «Смерч» — Ту-128
- РП-СА «Смерч-А» — МиГ-25П
- РПС-1 «Аргон» — Бе-10, Ту-16
- СПРС-1 — Як-25МР
- ЦД-30 — Су-15
- «Инициатива-1Ш» - Ту-134Ш-2
- «Инициатива-2» — Ан-8, Ту-124
- «Инициатива-2Б» — Бе-12, Бе-12
- «Инициатива-2К» — Ка-25ПЛ
- «Инициатива-2КМ» — Ка-27ПЛ
- «Инициатива-2М» — Ми-14ПЛ
- «Инициатива-2Р» — Як-28Р
- «Инициатива-2Я» — Як-28И
- «Инициатива-3» — Як-28Р
- «Инициатива-4» — Ан-12БК
- «Инициатива-4-100» — Ан-22
- «Инициатива-И» — Ту-128
- «ПН» — Ту-22К
- «ПНА» — Ту-22М
- «ПНА-Б» — Ту-95К-22
- ПСБН-М — Бе-6, Ли-2, Ту-14, Як-26
- РБП-2 — Ан-10, Ан-12
- РБП-3 — Ан-8, Ан-12Б/БП, Як-27Р, Як-28Б
- РБП-4 «Рубидий» — М-4, Ту-16, Ту-95, Ту-96, Ту-116
- РБП-6 «Люстра» — Ту-16
- У-008 «Обзор-К» — Ту-160
- У-009 «Обзор-МС» — Ту-95МС
- «ЯД» — Ту-95К

### РЛС заднего обзора, радиолокационные прицелы
Предназначены для обзора пространства в задней полусфере и ведения прицельной стрельбы из пушечной установки ночью и в облаках.
- ПРС-1 «Аргон-1» — стрелковый прицел М-4, Ту-16
- ПРС-3 «Аргон-2» — стрелковый прицел Ту-22, Ту-107
- ПРС-4 «Криптон» — стрелковый прицел Ту-22М, Ил-76, Ту-95/142
- Н012 — РЛС обзора задней полусферы Су-34
- Н014 — РЛС обзора задней полусферы Су-27М

### РЛС бокового обзора
Устанавливается на самолёты-разведчики, самолёты ДРЛО, самолёты для мониторинга земной поверхности.
- «Торос» — Ан-24
- М-101 «Штык» — Су-24МР
- «Булат» — Як-28БИ
- «Игла-1» — Ил-20М, Ил-24Н
- «Нить-К» — Ил-24Н
- «Нить-С» — Ан-24
- «Нить С1-СХ» — Ту-134СХ
- «Сабля-Е» — Миг-25 РБС
- «Шомпол» — Миг-25 РБШ
- «Вираж» — Миг-25 РБВ
- «Тангаж» — Миг-25 РБТ
- «Куб-3»/«Куб-3М» — Миг-25 РБК

### РЛС обзора земной поверхности
- «ЕН-Д» — Ту-16К-10 (дальностью обнаружения цели порядка 400 км.[13]), Ту-16РМ
- «Кобальт» — Ил-12, Ту-4, Ту-16КС (Станция «Кобальт -1М» обнаруживала цель на 160 км)[13]
- РОЗ-1А — Ту-134УБЛ
- РОЗ-3 — Ан-12
- «Рубин-1» — Ту-22, Ту-134Ш, Ту-126, Ту-16К-16 (Цель обнаруживалась с помощью РЛС носителя «Рубин-1К» на расстоянии до 350 км, её координаты передавались в РЛС ракеты; «Рубин-1М» на расстоянии до 450 км)[13]
- КП-3А — Ил-76

### РЛС поиска надводных целей
Предназначены для обзора водной и земной поверхности, а также местоположения выставленных РГБ и радиомаяков.
- «Курс» — Ми-4М, Р-1
- «Курс-М» — Бе-10
- «Рубин-В» — Ми-4МР/ПС

### Радиолокационные навигационно-прицельные комплексы
Комплекс радиоэлектронного взаимосвязанного оборудования, решающий широкий круг задач радионавигации и боевого применения.
- «Купол-2» — Прицельно-навигационный пилотажный комплекс Ил-76
- «Купол-3-76МФ» — Прицельно-навигационный пилотажный комплекс Ил-76МФ
- «Купол-22» — Прицельно-навигационный пилотажный комплекс Ан-22
- «Гребешок-3» — Панорамная радиолокационная станция обнаружения и ретрансляции Ми-4ГР
- «Осьминог» — поисково-прицельный комплекс Ка-27ПЛ.
- «Беркут» — Радиолокационный поисково-прицельный комплекс Ту-142 и Ил-38
- «Коршун» — Радиолокационный поисково-прицельный комплекс Ту-142М/МЗ
- «Новелла» — поисково-прицельный комплекс на Ил-38Н